# CFF Am 841
Les Am 841 sont des locomotives diesels à transmission électrique, utilisées par les CFF.

## Histoire
Les Am 841 sont des locomotives de manœuvre de type BoBo, anciennement utilisable en ligne principale pour du fret ou dans les triages pour de la pousse de wagons, elles sont maintenant affectée principalement pour la préparation ainsi que la traction des trains de chantiers. Quelques-unes sont aussi attribuées à la traction des trains d’extinction et de sauvetage (CFF) (TES).
Ces locomotives utilisent  une technologie triphasée asynchrone avec un moteur diesel, un alternateur, un onduleur et 4 moteurs de traction, connectés en parallèle. Ils dérivent de la série 311.1 et du prototype MABI de la Renfe. À la différence de ces séries de base, le constructeur a souhaité remplacer la chaine de traction originale par une chaine de traction d'origine GEC ALSTHOM devenue ALSTOM en fin de projet.
Ces locomotives sont équipées des systèmes ZUB et équipement de télécommande radio.
Le moteur diesel série 396 et son régulateur sont fournis par MTU à Friedrichshafen. L'alternateur principal, l'alternateur auxiliaire et les moteurs de traction sont fournis par GEC ALSTHOM devenue ALSTOM à Ornans. L'onduleur triphasé et les équipements électriques haute tension sont fournis par GEC ALSTHOM à Tarbes. Les équipements électroniques (pilotage onduleur et contrôle commande) sont fournis par GEC ALSTHOM à Villeurbanne.
Le pilotage de l'onduleur permet à la fois de contrôler l'effort de traction avec un anti-patinage efficace que de contrôler l'effort de freinage électrique (sur rhéostat) quasiment à vitesse nulle.

## Spécificités
Les Am 841 011-0, 020-1, 022-7 et 031-8 sont équipées de la signalisation en cabine.
Depuis 2013, l'ensemble de la flotte, auparavant partagé entre CFF Cargo et CFF Infrastructure, a été intégralement transféré à CFF Infrastructure.
CFF infrastructure n'a pas prévu de moderniser ces Am 841 car il a acheté des Aem 940. Il met donc en vente toutes ces machines sur leur site SBB Resale. Une société suisse Müller Technologique AG, filiale de Müller Frauenfeld SA, a le projet de transformer une dizaine de ces machines en Aem 841, avec pantographes, batteries et nouveaux moteurs Diesel, plus économe. Elles seront dotée d'un ETCS Level 2 baseline 3,. Lokpool AG, basée à Frauenfeld, est un partenaire important du projet et a commandé cinq Aeam 841 qui seront en service dès le troisième trimestre 2025.